# Gröde
Gröde är en by i Vibyggerå socken i Kramfors kommun, Västernorrlands län. Byn ligger 40 kilometer söder om Örnsköldsvik och 6 km väster om Docksta.
Byn ligger på östra sidan om Grödesberget, gränsar i nordost mot Utanskog, i sydost mot Dynäs och i söder mot Backe.
Byn har en historia som börjar senare delen av 1500-talet. 
Skatteläggningskartan från år 1691 anger att byn då hade 3 1/2 tunnland öppen åker.
Som mest var antalet boende i byn ca 30 personer.
Fram till mitten av 1900-talet var den huvudsakliga försörjningen jord- och skogsbruk. Ingen annan by eller ort i Sverige har namnet Gröde. I nordvästra Tyskland finns en "Holme" (Ö), som har namnet Hallig Gröde. 
Karaktäristiskt för Gröde i Vibyggerå är topografin, flera nipor med mellanliggande vattenförande dalar. Norr om byn finns ett skogsområde som benämnes "sjubacka", dvs sju tydliga nipor, plana och alla med ungefär samma höjd.